# 美倫大樓
美倫大樓是上海市黃浦區的一座歷史建築，位於南京东路151至171号。這座建築的外觀是新古典主義風格，為鋼筋混凝土結構。該建築所在地曾經是一個銷售展示煤氣器具的商品陳列室。1916年，該地被被英商新康洋行購買，1921年現有建築竣工，當時有五層，是兩幢新康大樓之一。新康洋行在1934年將這座建築抵押給昌業地產公司借款。後因第二次中日戰爭爆發，新康洋行出售其在上海資產，這座大樓也轉讓給昌業地產公司，並且改名為美伦大楼。1994年，美倫大樓加蓋了兩層，現有七層。美倫大樓現在低層部分是商舖，上層部分則是辦公室。1997年，美倫大樓被列入上海市第三批優秀歷史建築名單。